# Ajo caliente
L'ajo caliente (« ail chaud ») ou ajo campero est un plat typique de la campagne andalouse. Comme dans presque toute la cuisine andalouse, il s'agit de l'un des plats dits bon marché, dont le coût et les ingrédients sont réduits. Il ne fait aucun doute qu'au fil du temps, elle a évolué parallèlement à la situation économique, élargissant sa gamme d'ingrédients avec d'autres produits. Cependant, la recette originale comprenait de l'ail, des tomates, des poivrons, du pain et de l'huile d'olive.

## Caractéristiques
À Jerez de la Frontera, il y a la ruta de las ventas, située sur les routes de Trebujena et du lieu-dit Morabita. L'ail de ces ventas se consomme avec un verre de vin de Jerez, ainsi qu'avec des produits de porc tels que le chorizo, le boudin noir et la saucisse butifarra.
Il est généralement consommé avec du radis ou du poivre vert.
Pour enrichir l'ajo caliente, d'autres produits sont ajoutés, comme des poivrons grillés, des œufs durs hachés, du jambon en dés, etc. bien que l'ail traditionnel ne contienne aucun additif.[pas clair]